# Michael Arends
Michael Arends (* 28. November 1939 in Berlin) ist ein deutscher Musikverleger und Politiker (FDP, GAZ, Die Grünen und ÖDP) aus Rimsting. Er war von 1981 bis 1989 bayerischer Landesvorsitzender der ÖDP; bis zu seinem Parteiaustritt im Jahr 2002 hatte er in der Folgezeit noch andere Parteiämter inne.

## Familie und beruflicher Werdegang
Arends wurde 1939 als Sohn des Verlegers Paul Curt Richard Arends (1909–1959) und dessen Ehefrau Gerda geboren. Nach seiner Schulzeit hatte er Studienaufenthalte in England und der Schweiz. Anschließend war er ab 1958 ein Jahr beim Berliner Musikverlag Bote & Bock tätig. Nach dem Tod seines Vaters im Jahr 1959 führte er zusammen mit seiner Mutter und Otto Eckelmann den familieneigenen Musikverlag weiter. Hauptberuflich ist er seither Musikverleger. Nebenberuflich wirkte er als Textdichter, Schriftsteller und Komponist.

## Politische Karriere
Arends war zunächst Mitglied der FDP Bayern. Bis zu seinem Parteiaustritt am 6. Juli 1978 war er dort Vorsitzender des Kreisverbands im Landkreis Rosenheim. Anschließend trat er im selben Monat der Grünen Aktion Zukunft (GAZ) bei. Bis Oktober 1980 hatte er das Amt das Schriftführers des bayerischen Landesverbandes der GAZ inne, anschließend war er Landesvorsitzender. Da sich die GAZ 1980 zunächst an der Parteigründung der Grünen beteiligte, war er vorübergehend Mitglied in deren Landesverband.
Am 17. Oktober 1981 – und somit drei Monate vor der Bundespartei – wurde der Landesverband der bayerischen ÖDP im Bundesbahnhotel in München gegründet; auf diesem wurde Arends zum Landesvorsitzenden gewählt. Er gehörte zusammen mit Herbert Gruhl, der Anfang 1982 zum Bundesvorsitzenden der neuen Partei gewählt worden war, sowie fünf weiteren Mitgliedern einem Arbeitskreis an, der die Endfassung des Landtagswahlprogrammes anlässlich der bayerischen Landtagswahl von 1982 ausarbeitete. Sein Amt als bayerischer Landesvorsitzender übte er bis Juli 1989 aus. Sein Nachfolger in dieser Funktion wurde Oswald Schönmüller.
Danach war Arends bis Oktober 1993 stellvertretender Landesvorsitzender. In der Folgezeit war er unter anderem Sprecher des ÖDP-Arbeitskreises Geisteswissenschaften und religiöse Minderheiten und arbeitete in Parteikommissionen sowie im ÖDP-Kreisverband Rosenheim mit. Zeitweise war er auch Vorsitzender des ÖDP-Ortsverbandes Chiemgau-West. 2002 trat er aus der Partei aus; als Grund hierfür gab er an, dass die Partei sich auf einen „christlichen Fundamentalismus“ hinzubewege.

## Werke
- Real-Ethik. Edition Shirley, Rimsting 1977.
- Elementare Fragen zur Reinkarnation. Bläschke, Sankt Michael 1981, ISBN 3-7053-1337-1.
- Gedanken und Beobachtungen zur Astrologie H.1. Rimsting 1985.
- Jesus und seine Lehre. Arends, Rimsting 1990, ISBN 3-925706-06-2.
- Spirituelle Einblicke. Arends, Rimsting 1994, ISBN 3-925706-08-9.
- Der persönliche Weg. Arends, Rimsting 1994, ISBN 3-925706-07-0.
- Gedanken und Beobachtungen zur Astrologie H.2. Rimsting 2008, ISBN 978-3-925706-10-3.